# Cantonul Geaune
Cantonul Geaune este un canton din arondismentul Mont-de-Marsan, departamentul Landes, regiunea Aquitania, Franța.

## Comune
- Arboucave
- Bats
- Castelnau-Tursan
- Clèdes
- Geaune (reședință)
- Lacajunte
- Lauret
- Mauries
- Miramont-Sensacq
- Payros-Cazautets
- Pécorade
- Philondenx
- Pimbo
- Puyol-Cazalet
- Samadet
- Sorbets
- Urgons